# First Sunday
First Sunday (no Brasil: Primeiro Domingo / em Portugal: Assalto à Paróquia) é um filme de comédia de 2008. Produzido por David E. Talbert, David McIlvain, Tim Story, Ice Cube e Matt Alvarez. Escrito e dirigido por David E. Talbert. O filme foi lançado nos Estados Unidos em 11 de janeiro de 2008.

## Sinopse
Durell (Ice Cube) é condenado a 5000 horas de serviço comunitário. Sua vida vai de mal a pior. Ele se dá conta que Deus ajuda quem toma uma atitude e resolve tomar o fundo de obras da igreja do bairro. Seu companheiro LeeJohn (Tracy Morgan), que não é muito inteligente, vai ajudar, e os dois malandros têm uma grande surpresa: o dinheiro já foi roubado. Então, eles prendem todas as pessoas de um culto como reféns para descobrir quem foi o santo do pau oco que pegou o dinheiro antes deles!

## Elenco
- Durell – Ice Cube
- Rickey – Katt Williams
- LeeJohn – Tracy Morgan
- Omunique – Regina Hall
- Tianna – Malinda Williams
- Pastor Arthur Mitchell – Chi McBride
- Harold – Red Grant
- Durell Jr. – C.J. Sanders
- Bernice Jenkins – Rickey Smiley
- Preston – Arjay Smith
- Timmy – Sterling D. Ardrey
- Blahka – Paul Campbell
- Soul Joe – Reynaldo Rey
- Mordecai – Martell Robinson

## Lançamento
Foi lançado 11 de janeiro de 2008 nos Estados Unidos e Canadá, e foi lançado em toda a Europa em abril do mesmo ano. O filme foi lançado em DVD 6 de maio de 2008. Também foi lançado em Blu-ray, UMD e tinha um "Exclusive Edition" com um CD no Walmart.

## Recepção da crítica
O filme recebeu críticas negativas por parte dos críticos. Em 19 de fevereiro de 2008, o site agregador de revisões Rotten Tomatoes informou que o filme tem recebido 14% de críticas positivas, com base em 73 comentários. Metacritic relatou que o filme teve uma pontuação média de 41 em 100, com base em 21 comentários.

## Bilheteria
O filme estreou na 2ª posição nas bilheterias, atrás de The Bucket List, com 17,714,821 dólares com uma média de 8,004 dólares a partir de 2.213 salas de cinema. Quando First Sunday foi encerrado em 24 de fevereiro de 2008, o filme já tinha arrecado US$37,931,869 da bilheteria norte-americana e 844,216 dólares americanos nas bilheterias estrangeiras somando-se 38,776,085 dólar em todo o mundo. O filme arrecadou mais de US$100,000 em apenas quatro regiões fora dos Estados Unidos, incluindo a África do Sul (189,960 dólares americanos), o Reino Unido e a Irlanda (152,372 dólares), Kuwait (US$129,332) e os Emirados Árabes Unidos (101,412 dólares).